# Saint-Jouin-Bruneval
Pour les articles homonymes, voir Saint-Jouin (homonymie) et Bruneval.
Saint-Jouin-Bruneval est une commune française, située dans le département de la Seine-Maritime dans la région Normandie.
Les habitants de Saint-Jouin-Bruneval se nomment les « Saint-Jouinais et Saint-Jouinaises ».

## Géographie

### Description
La commune est située en bordure de la Manche et est remarquable par l'implantation du site du cap d'Antifer, important terminal pétrolier côtier, dont la construction s'est déroulée de 1973 à 1975. Ce terminal, sous la direction du Grand port maritime du Havre, est capable de recevoir des supertankers allant jusqu'à 600 000 t. C'est le second port pétrolier français.
Saint-Jouin se trouve dans le pays de Caux.

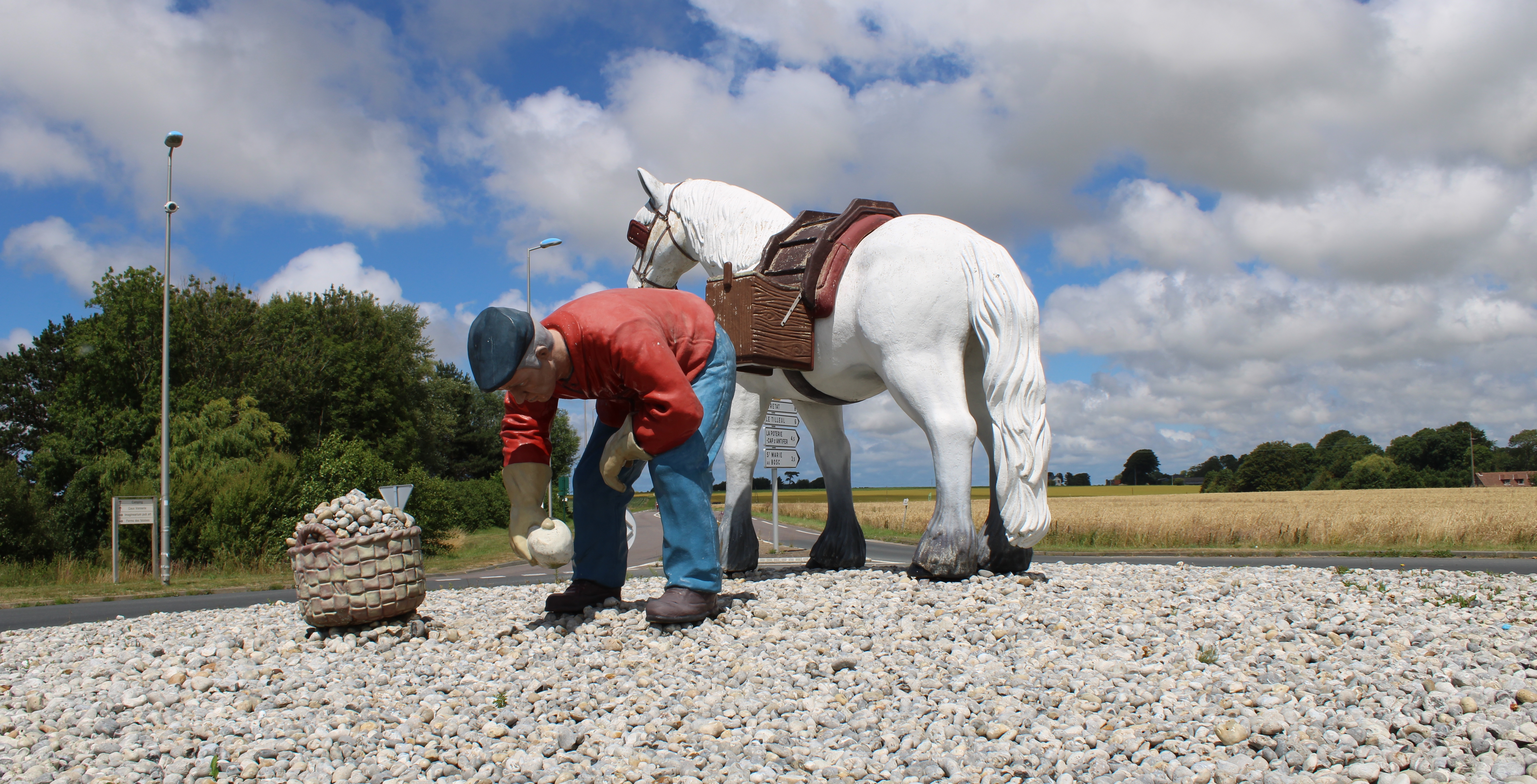
Le ramasseur de galets : décoration de rond-point sur le CD940.

### Communes limitrophes
| Manche      | La Poterie-Cap-d'Antifer Saint-Martin-au-Bosc | Beaurepaire          |
| Manche      | Saint-Jouin-Bruneval                          | Gonneville-la-Mallet |
| Heuqueville | Mannevillette                                 | Saint-Martin-au-Bosc |

### Hydrographie
La commune est située dans le bassin Seine-Normandie. Elle n'est drainée par aucun cours d'eau,. Néanmoins un plan d'eau est présent sur le territoire communal : la mare aux Noces (0,03 ha),.

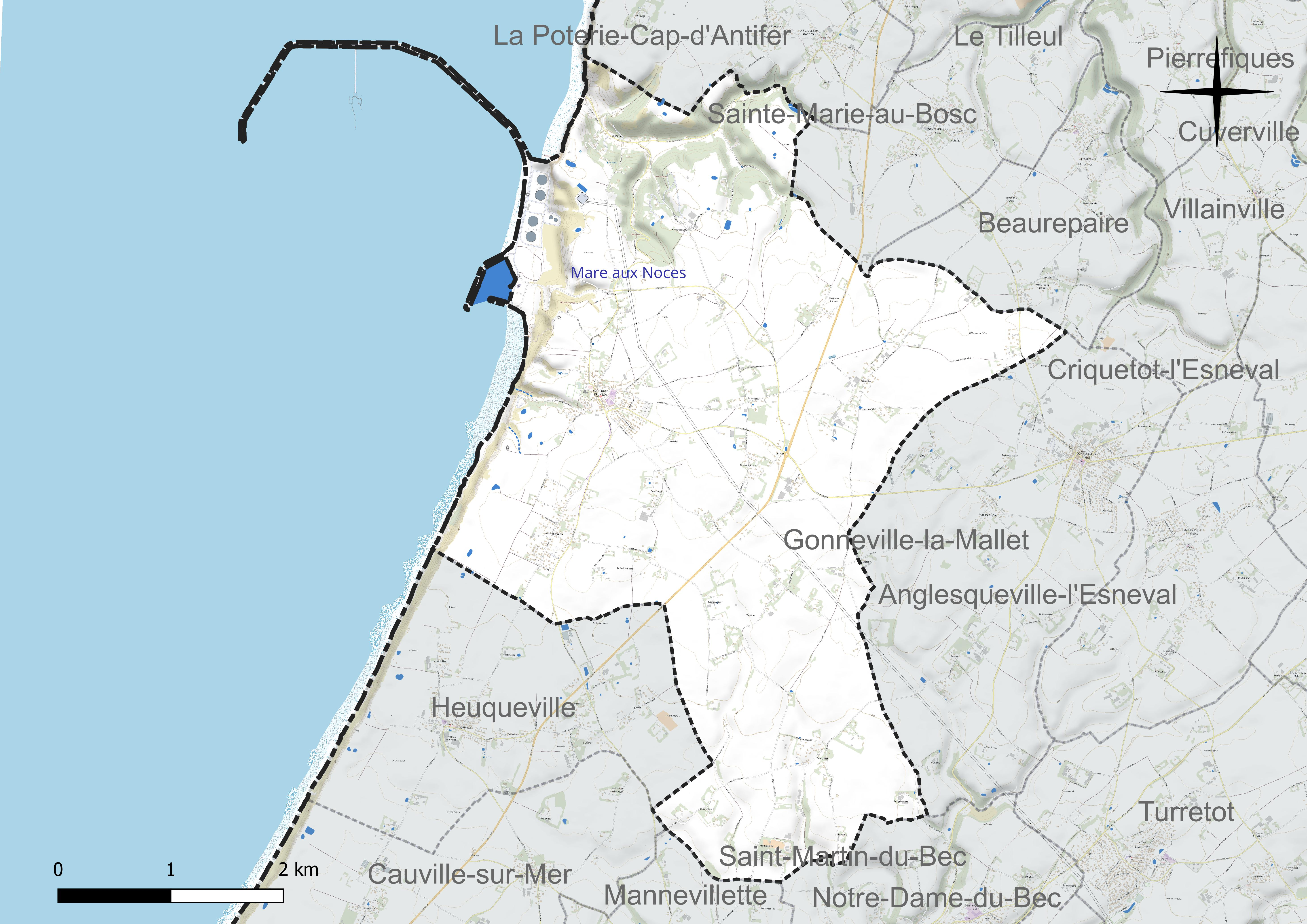
Réseau hydrographique de Saint-Jouin-Bruneval.

### Climat
Pour des articles plus généraux, voir Climat de la Normandie et Climat de la Seine-Maritime.
En 2010, le climat de la commune est de type climat océanique franc, selon une étude du CNRS s'appuyant sur une série de données couvrant la période 1971-2000. En 2020, Météo-France publie une typologie des climats de la France métropolitaine dans laquelle la commune est exposée à un climat océanique et est dans la région climatique Côtes de la Manche orientale, caractérisée par un faible ensoleillement (1 550 h/an) ; forte humidité de l’air (plus de 20 h/jour avec humidité relative> 80 % en hiver), vents forts fréquents. Parallèlement le GIEC normand, un groupe régional d’experts sur le climat, différencie quant à lui, dans une étude de 2020, trois grands types de climats pour la région Normandie, nuancés à une échelle plus fine par les facteurs géographiques locaux. La commune est, selon ce zonage, exposée à un « climat maritime », correspondant au Pays de Caux, frais, humide et pluvieux, légèrement plus frais que dans le Cotentin.
Pour la période 1971-2000, la température annuelle moyenne est de 10,4 °C, avec une amplitude thermique annuelle de 12,7 °C. Le cumul annuel moyen de précipitations est de 930 mm, avec 12,7 jours de précipitations en janvier et 8,1 jours en juillet. Pour la période 1991-2020, la température moyenne annuelle observée sur la station météorologique la plus proche, située sur la commune de Octeville-sur-Mer à 10 km à vol d'oiseau, est de 11,5 °C et le cumul annuel moyen de précipitations est de 790,7 mm,. Pour l'avenir, les paramètres climatiques de la commune estimés pour 2050 selon différents scénarios d’émission de gaz à effet de serre sont consultables sur un site dédié publié par Météo-France en novembre 2022.

## Urbanisme

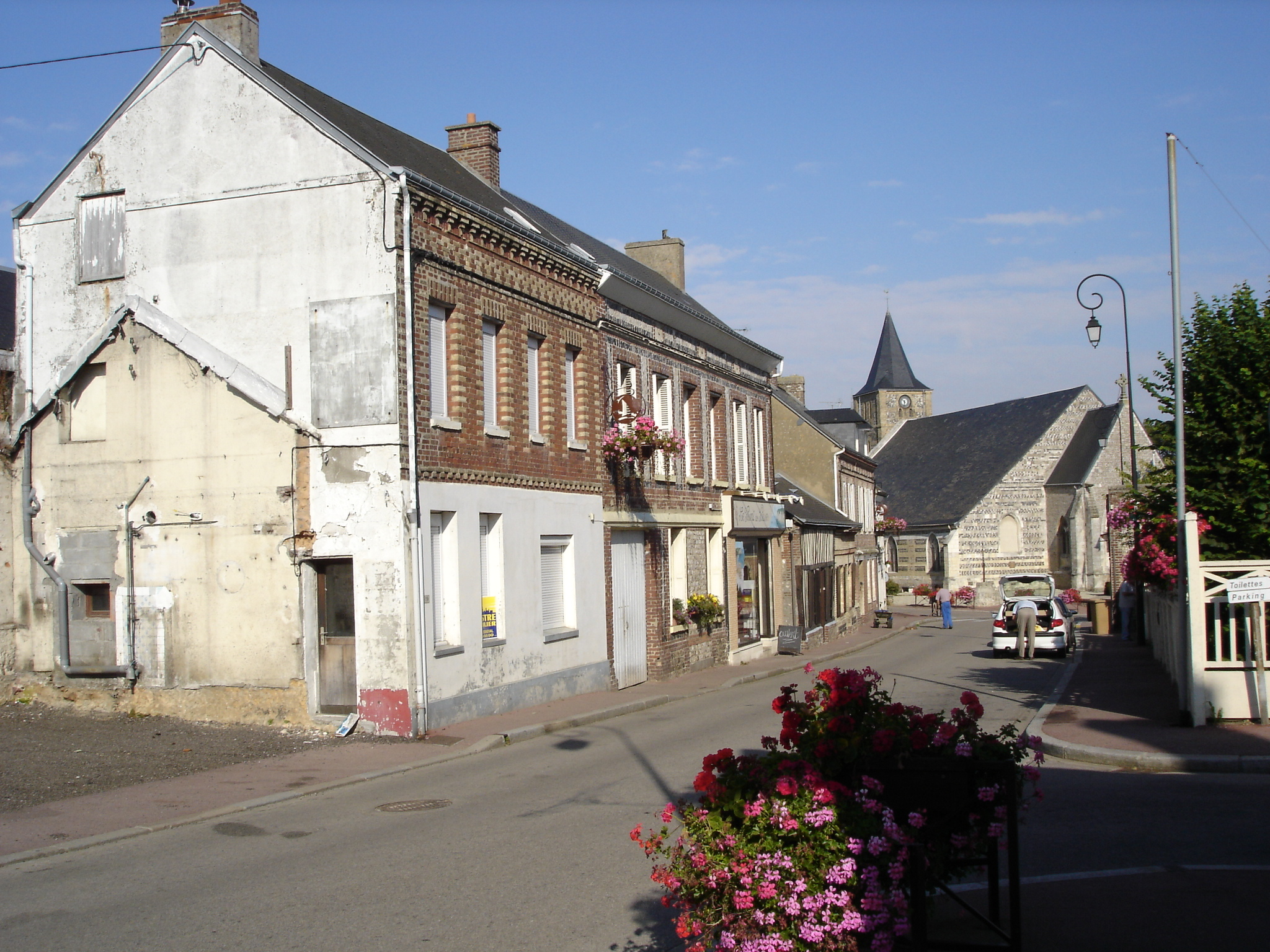
Le centre du bourg

### Typologie
Au 1er janvier 2024, Saint-Jouin-Bruneval est catégorisée commune rurale à habitat dispersé, selon la nouvelle grille communale de densité à sept niveaux définie par l'Insee en 2022.
Elle est située hors unité urbaine. Par ailleurs la commune fait partie de l'aire d'attraction du Havre, dont elle est une commune de la couronne,. Cette aire, qui regroupe 116 communes, est catégorisée dans les aires de 200 000 à moins de 700 000 habitants,.
La commune, bordée par la Manche, est également une commune littorale au sens de la loi du 3 janvier 1986, dite loi littoral. Des dispositions spécifiques d’urbanisme s’y appliquent dès lors afin de préserver les espaces naturels, les sites, les paysages et l’équilibre écologique du littoral, tel le principe d'inconstructibilité, en dehors des espaces urbanisés, sur la bande littorale des 100 mètres, ou plus si le plan local d’urbanisme le prévoit.

### Occupation des sols
L'occupation des sols de la commune, telle qu'elle ressort de la base de données européenne d’occupation biophysique des sols Corine Land Cover (CLC), est marquée par l'importance des territoires agricoles (85,6 % en 2018), une proportion identique à celle de 1990 (85,6 %). La répartition détaillée en 2018 est la suivante :
terres arables (63,3 %), prairies (21 %), forêts (5,9 %), milieux à végétation arbustive et/ou herbacée (3,4 %), zones urbanisées (2,7 %), zones industrielles ou commerciales et réseaux de communication (2,1 %), zones agricoles hétérogènes (1,3 %), zones humides côtières (0,1 %), eaux maritimes (0,1 %). L'évolution de l’occupation des sols de la commune et de ses infrastructures peut être observée sur les différentes représentations cartographiques du territoire : la carte de Cassini (XVIIIe siècle), la carte d'état-major (1820-1866) et les cartes ou photos aériennes de l'IGN pour la période actuelle (1950 à aujourd'hui).

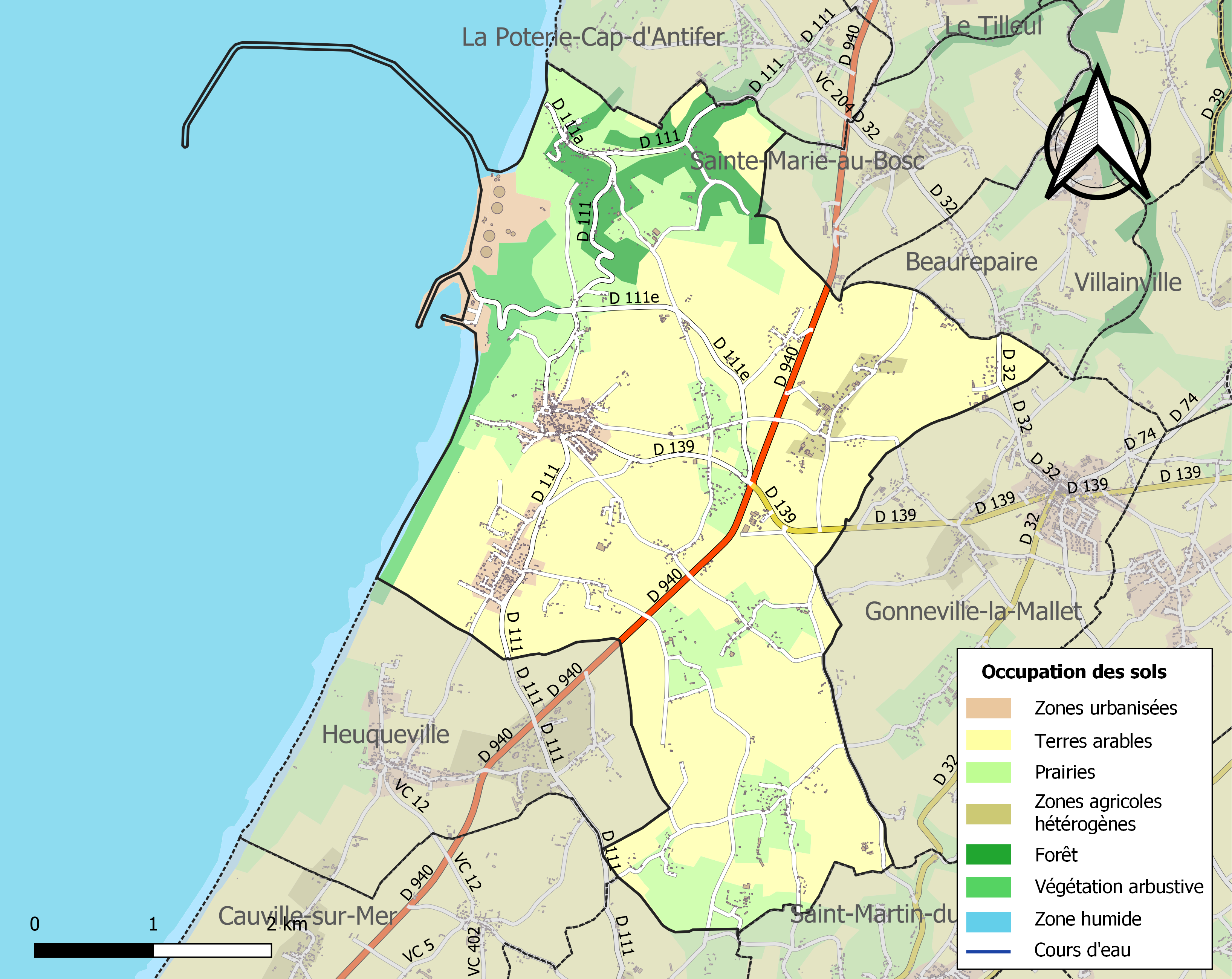
Carte des infrastructures et de l'occupation des sols de la commune en 2018 (CLC).

## Toponymie
En 1823, les communes de Saint-Jouin et de Bruneval fusionnent pour devenir Saint-Jouin-Bruneval. De 1912 à 1950, la commune s'est appelée Saint-Jouin-sur-Mer.
L'hagiotoponyme Saint-Jouin est attesté dès le XIIe siècle sous la forme latinisée Sancti Jovini. Saint Jouin (en latin Jovinus), frère de Saint Maximin, était ermite dans le Poitou.
Le toponyme de Bruneval est attesté sous la forme Berneval en 1213 et vers 1240. La forme actuelle Bruneval n'apparaît pas avant le XVIIIe siècle. Le premier élément est l'anthroponyme francique Berno ou anglo-saxon Beorn. On le retrouve dans Bennetot (Bernetot XIIe siècle, suivi du vieux scandinave topt « terrain construit, ferme ») autre commune du pays de Caux. Le second élément est l'appellatif -val « vallée » qui pouvait être féminin également. L'altération Berne- > Brune- est sans doute liée à l'étymologie populaire « vallée brune ». En revanche, Berneval-le-Grand est un ancien Britteneville attesté dès 750 et en 775. Homophonie accidentelle avec Bruneval (Oise).

### Lieux-dit
- Guetteville actuel était nommé Guetteville-en-Caux au XVIe siècle (Anne Jubert de Vesly, Dame de Guetteville-en-Caux, décédée le 10 août 1586 à Martainville-Épreville (Épreville-sur-Ry), Seine-Maritime).

## Histoire
Seconde Guerre mondiale
Le 27 février 1942, dans le cadre de l'opération Biting, des parachutistes britanniques ont détruit un important radar sur La Poterie-Cap-d'Antifer, avec l'aide de membres normands de la Résistance, et ont rembarqué depuis la plage de Bruneval.
En lien avec ce souvenir de la Résistance, Bruneval a été le lieu d'un discours du général de Gaulle, le 31 mars 1947.

## Politique et administration

### Politique locale
Le conseil municipal a été dissous le 24 septembre 1987.

### Liste des maires

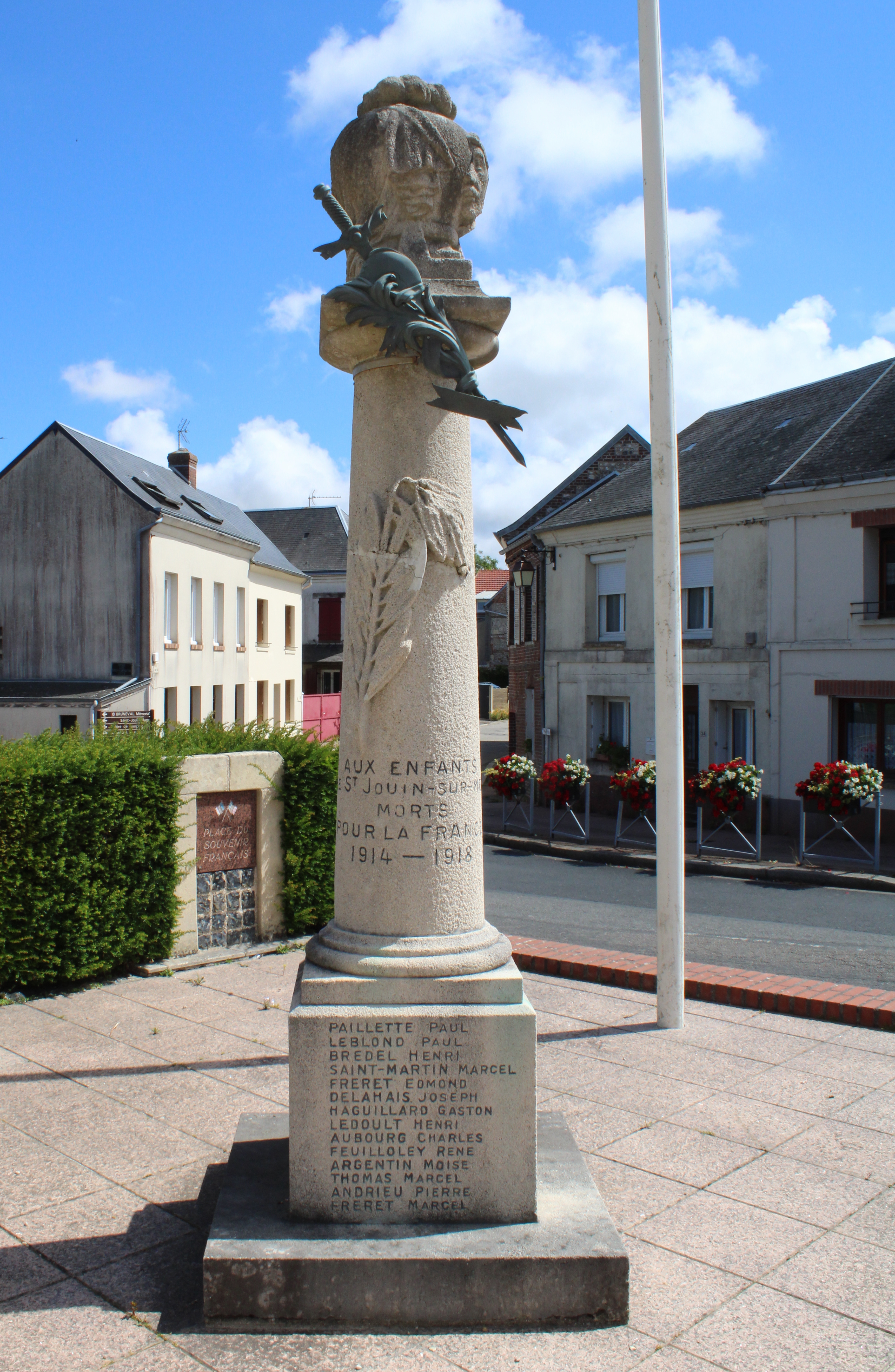
Le monument aux morts.

## Population et société

### Démographie
L'évolution du nombre d'habitants est connue à travers les recensements de la population effectués dans la commune depuis 1793. Pour les communes de moins de 10 000 habitants, une enquête de recensement portant sur toute la population est réalisée tous les cinq ans, les populations de référence des années intermédiaires étant quant à elles estimées par interpolation ou extrapolation. Pour la commune, le premier recensement exhaustif entrant dans le cadre du nouveau dispositif a été réalisé en 2006.

En 2022, la commune comptait 1 822 habitants, en évolution de −2,67 % par rapport à 2016 (Seine-Maritime : +0,35 %, France hors Mayotte : +2,11 %).
| 1793  | 1800  | 1806  | 1821  | 1831  | 1836  | 1841  | 1846  | 1851  |
| ----- | ----- | ----- | ----- | ----- | ----- | ----- | ----- | ----- |
| 1 878 | 1 600 | 1 788 | 1 753 | 1 731 | 1 538 | 1 517 | 1 508 | 1 530 |

| 1856  | 1861  | 1866  | 1872  | 1876  | 1881  | 1886  | 1891  | 1896  |
| ----- | ----- | ----- | ----- | ----- | ----- | ----- | ----- | ----- |
| 1 535 | 1 602 | 1 628 | 1 506 | 1 507 | 1 404 | 1 401 | 1 487 | 1 263 |

| 1901  | 1906  | 1911  | 1921  | 1926  | 1931  | 1936  | 1946  | 1954  |
| ----- | ----- | ----- | ----- | ----- | ----- | ----- | ----- | ----- |
| 1 123 | 1 207 | 1 207 | 1 187 | 1 152 | 1 077 | 1 123 | 1 127 | 1 128 |

| 1962 | 1968 | 1975 | 1982  | 1990  | 1999  | 2006  | 2011  | 2016  |
| ---- | ---- | ---- | ----- | ----- | ----- | ----- | ----- | ----- |
| 943  | 880  | 913  | 1 227 | 1 437 | 1 576 | 1 782 | 1 848 | 1 872 |

| 2021  | 2022  | - | - | - | - | - | - | - |
| ----- | ----- | - | - | - | - | - | - | - |
| 1 829 | 1 822 | - | - | - | - | - | - | - |

### Manifestations culturelles et festivités
- Grand marché artisanal nocturne, 1er week-end d'aout.
- Festival de cerf-volant en avril.
- 24 juin 2012 : 70e anniversaire de l’opération Biting et inauguration officielle du Mémorial de Bruneval en présence du président de la République, François Hollande, et du prince Charles, représentant la reine d’Angleterre.

## Économie

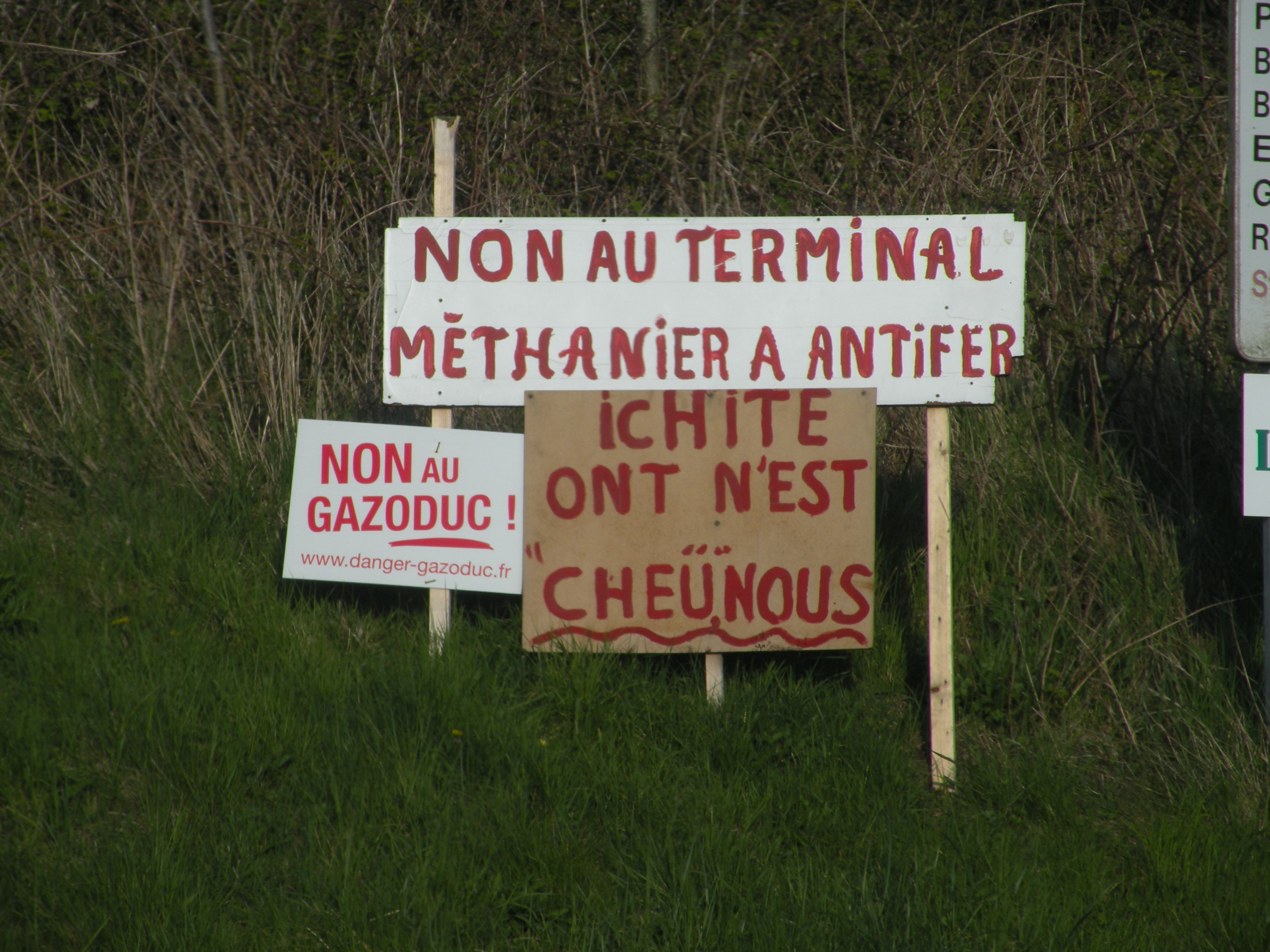
Panneaux de protestation contre le projet de terminal méthanier en avril 2010.

Entre 1967, et la conquête de l'isthme de Suez par Israël lors de la guerre des Six Jours, et 1975 le canal de Suez fut fermé : la rive Ouest était occupée par les Égyptiens et la rive Est par les Israéliens. Les pétroliers devaient effectuer un détour par le cap de Bonne-Espérance pour se rendre du Moyen-Orient en Europe. Afin de rentabiliser le voyage, des pétroliers de gabarit beaucoup plus important furent construits. Mais ceux-ci ne rentrant pas dans certains ports traditionnels, des avant-ports en eaux profondes furent construits. Celui de Saint-Jouin-Bruneval était destiné à être l'avant-port du Havre. Dès 1975 et la réouverture du canal, les pétroliers les plus importants cessèrent d'être utilisés rendant peu utiles des avant-ports comme le terminal pétrolier d'Antifer. Cela explique sa sous-utilisation. Depuis quelques années, un nouveau projet est à l'étude pour transformer Antifer en terminal méthanier agrandi afin d'utiliser l'avant-port à la hauteur de ses capacités. Ce projet se heurte à une opposition virulente de nombreux riverains[réf. nécessaire].

## Culture locale et patrimoine

### Lieux et monuments
- Port du Havre-Antifer
- Château de La Marguerite (XVIIIe siècle).
- Château du Clos des Fées (propriété privée) : construit au début du XXe siècle par Louis Besnard, maire du village, artiste-peintre, fils du peintre et académicien Albert Besnard et d'Ernestine Aubourg. Le monument a subi un grave incendie en 1990.
- Église Saint-Jouin du (XVIe siècle).
- Monument commémoratif du raid britannique opération Biting sur la falaise.

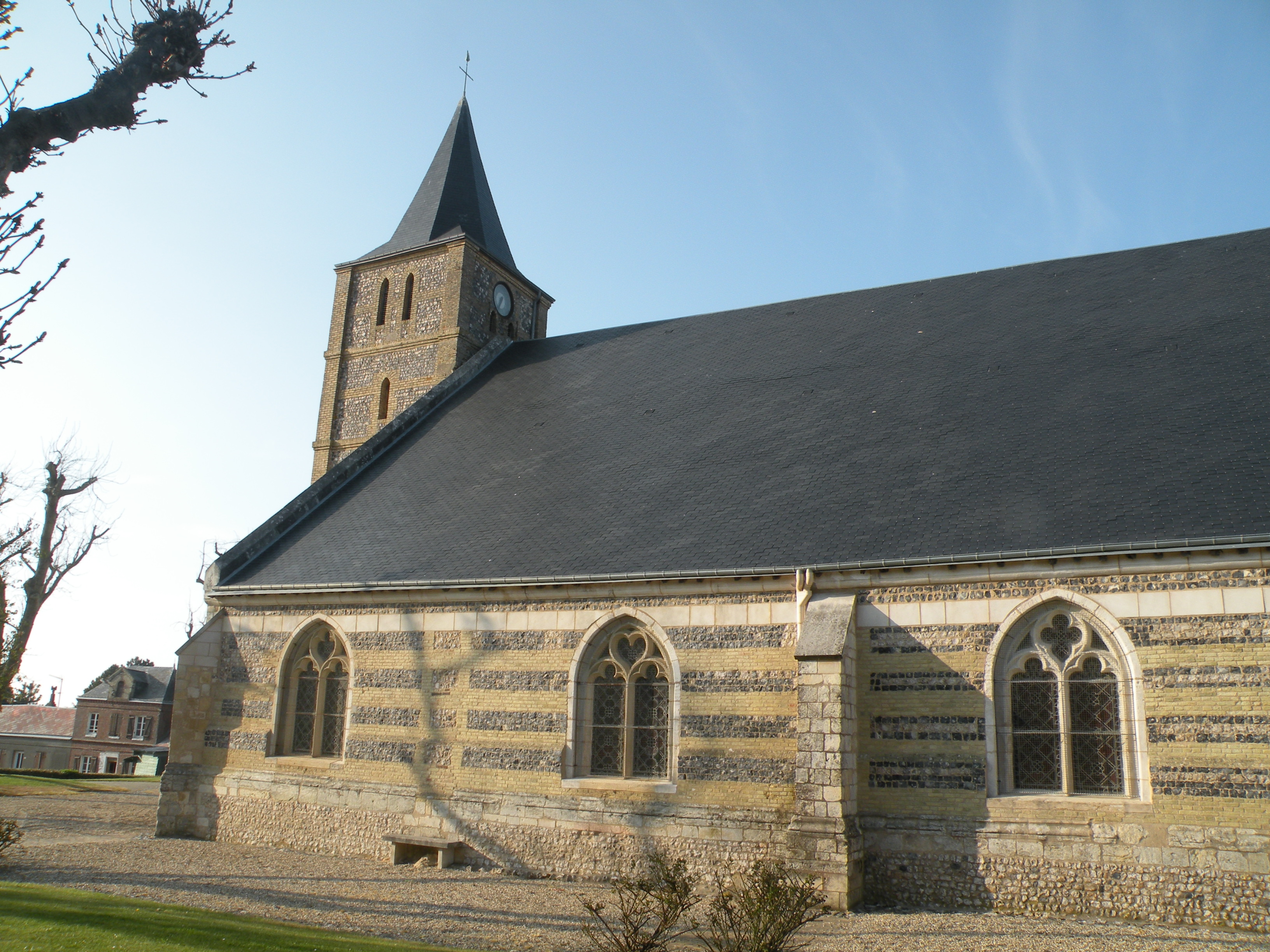
L’église de Saint-Jouin.
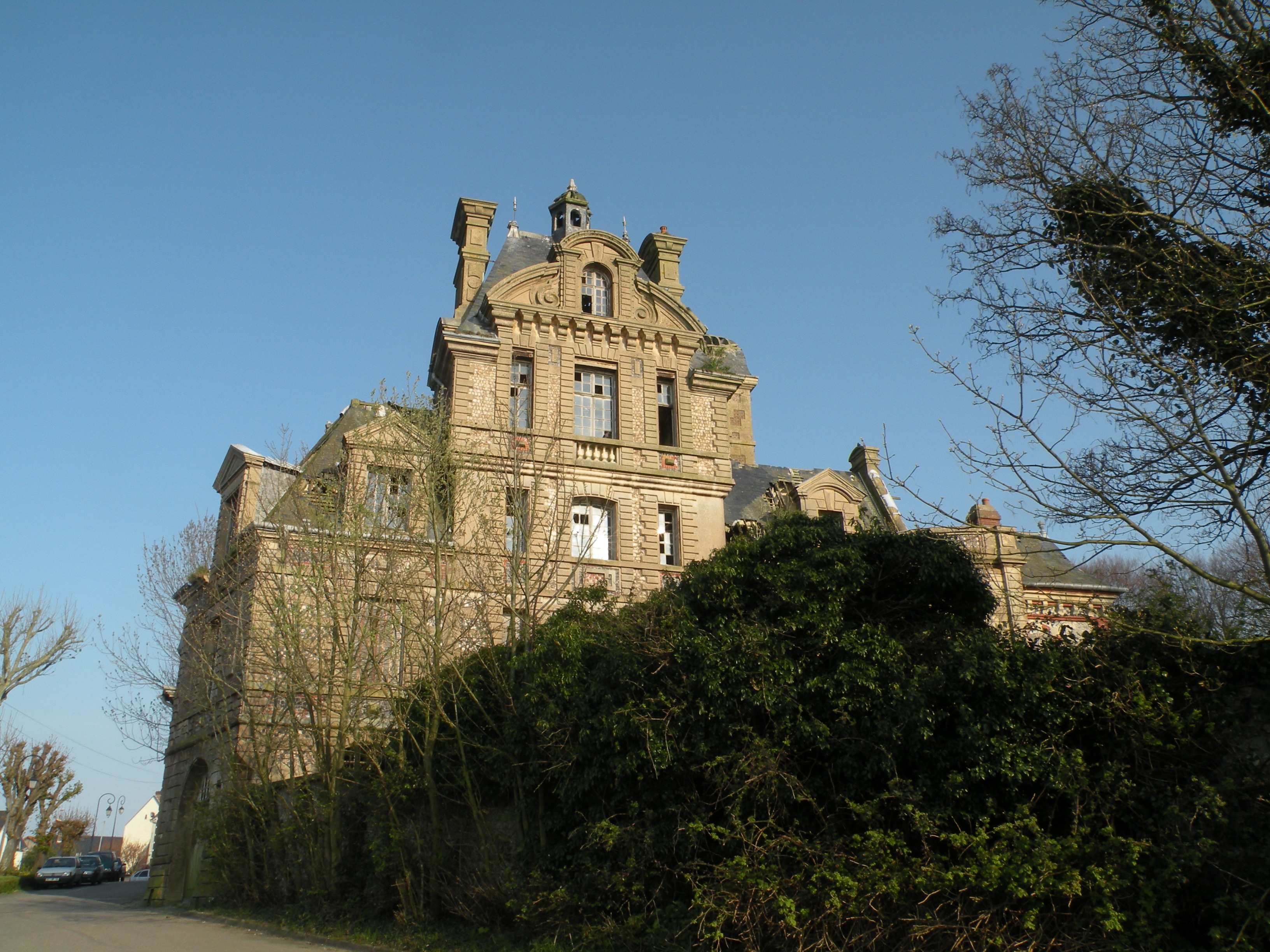
Clos des Fées.
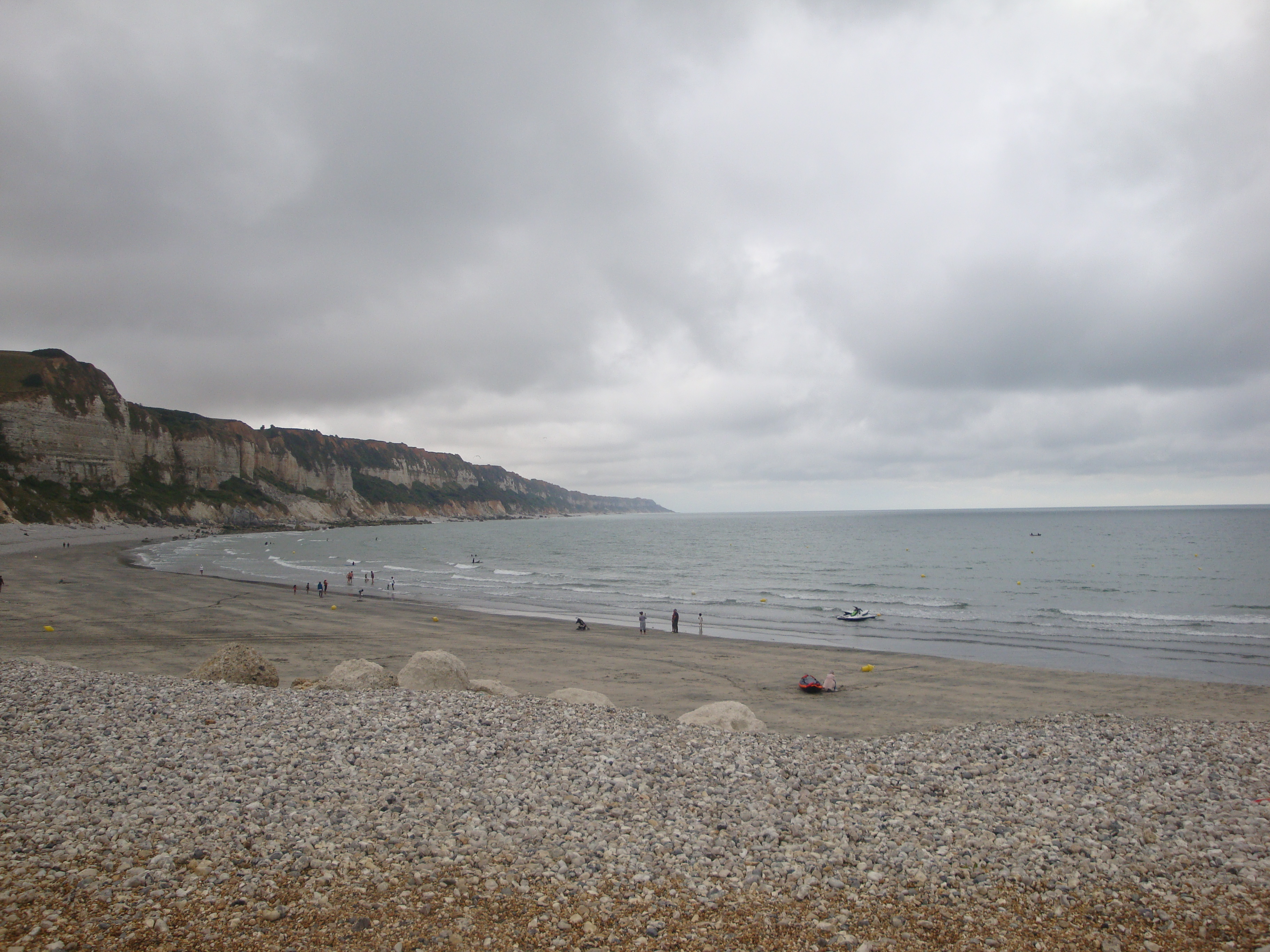
Saint-Jouin-Bruneval plage
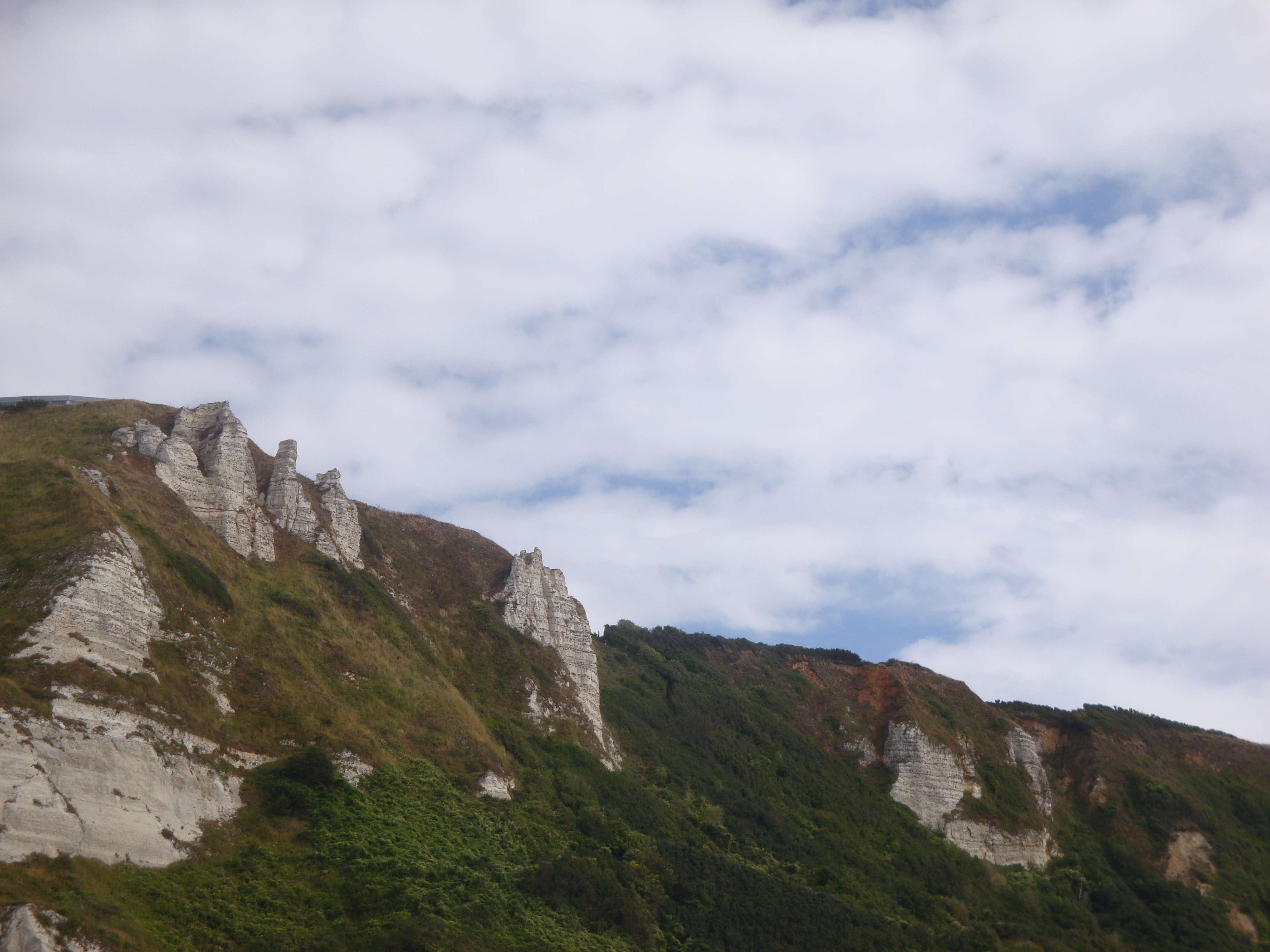
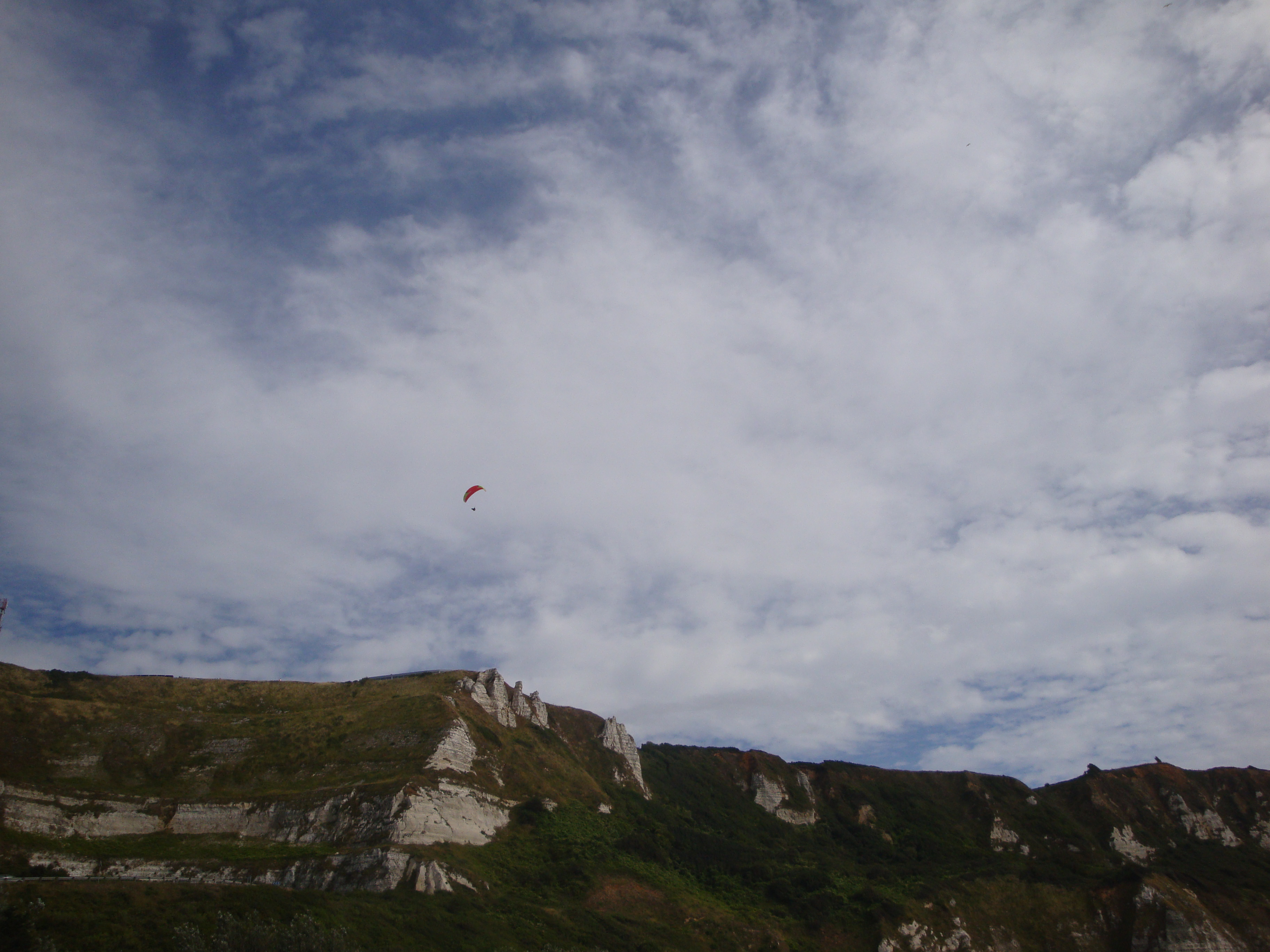
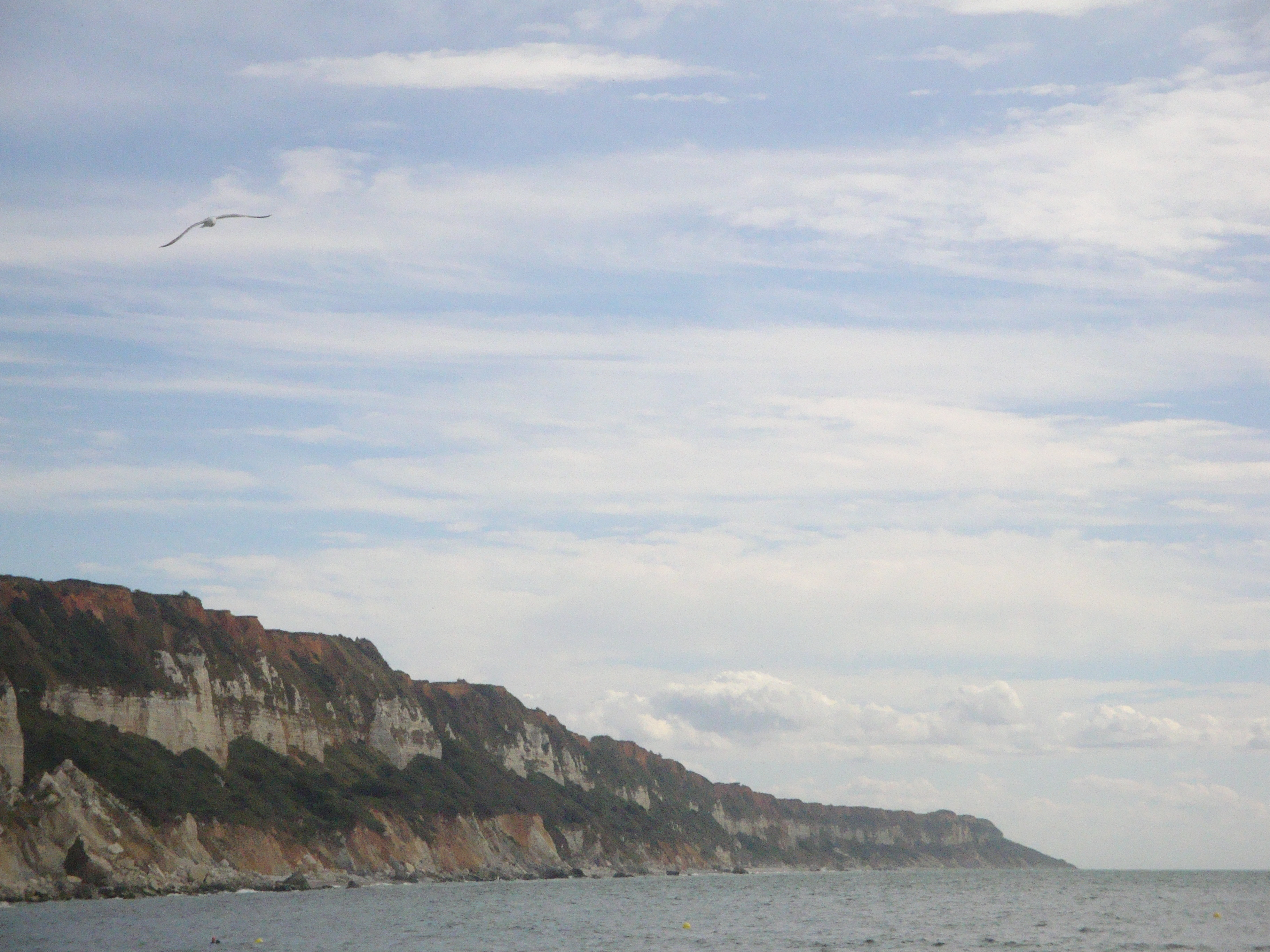
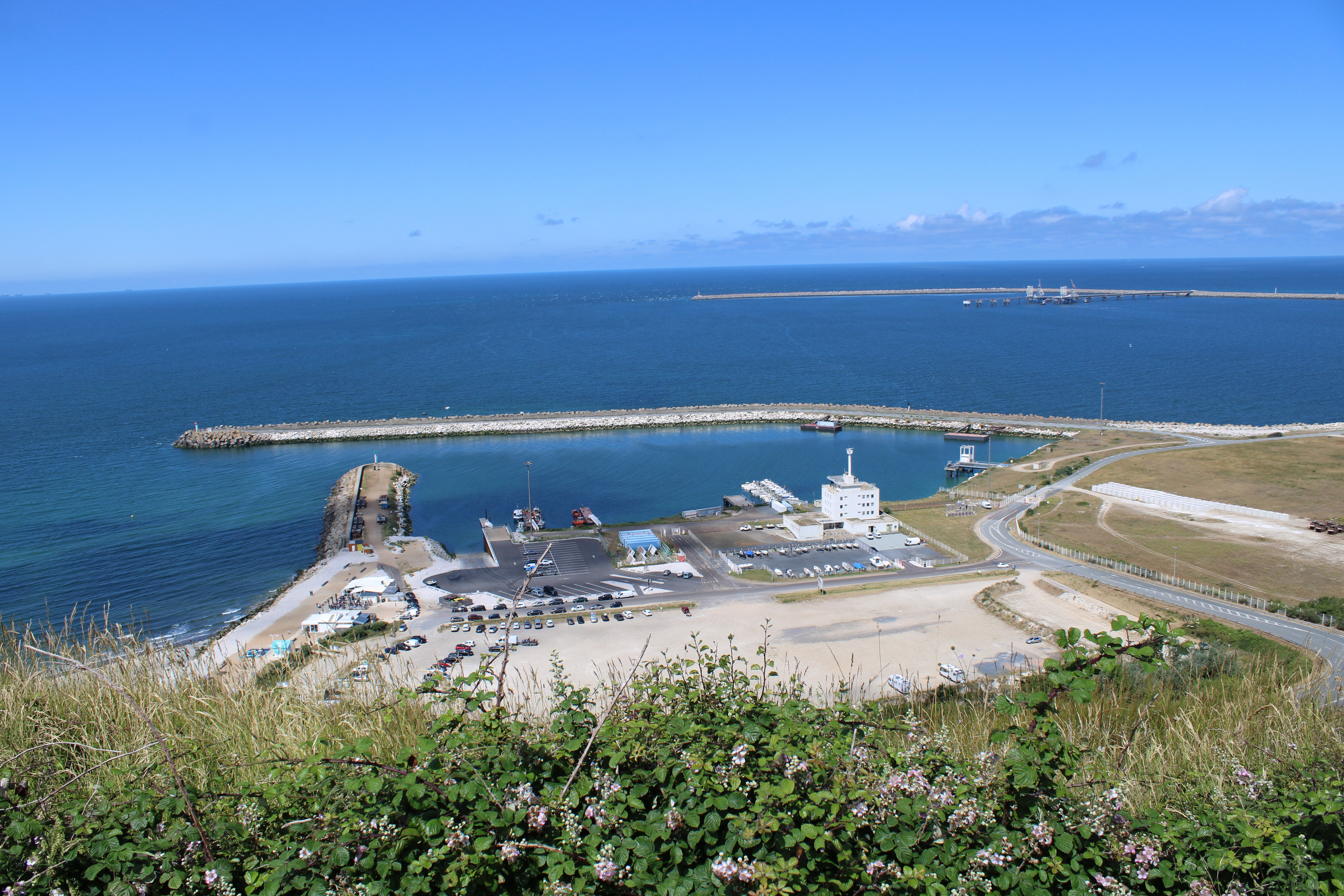
Le port du Havre Antifer.

### Personnalités liées à la commune
- Jacques Moulin, né dans la commune en 1949.

### Saint-Jouin-Bruneval dans les arts
Tournage d'une scène du film de Maurice Labro, Le Fauve est lâché en 1959, située rue Roger-Dumont à proximité de la plage de Bruneval avec Lino Ventura.

## Pour approfondir